# لوس پاتیوس
لوس پاتیوس (به اسپانیایی: Los Patios) یک سکونتگاه مسکونی در کلمبیا است که در بخش نورته د سانتاندر واقع شده‌است.

## خصوصیات
لوس پاتیوس ۱۳۳ کیلومترمربع مساحت و ۷۷٬۵۸۸ نفر جمعیت دارد و ۴۱۰ متر بالاتر از سطح دریا واقع شده‌است.